# Mali Dubovik
Mali Dubovik är ett samhälle i Bosnien och Hercegovina.   Det ligger i entiteten Republika Srpska, i den nordvästra delen av landet, 190 km nordväst om huvudstaden Sarajevo. Mali Dubovik ligger 272 meter över havet och antalet invånare är 300.
Terrängen runt Mali Dubovik är huvudsakligen kuperad, men norrut är den platt. Närmaste större samhälle är Bosanska Krupa, 15,3 km väster om Mali Dubovik. 
Omgivningarna runt Mali Dubovik är en mosaik av jordbruksmark och naturlig växtlighet. Runt Mali Dubovik är det ganska tätbefolkat, med 75 invånare per kvadratkilometer.